# Andrea Bearzi
Andrea Bearzi Piccinini (La Spezia, 28 ottobre 1975) è un allenatore di calcio a 5 ed ex giocatore di calcio a 5 italiano.

## Carriera

### Club
Soprannominato "Piccolo" per via del secondo cognome, ha iniziato la propria carriera nel Palmanova, per poi arrivare nel 1996 nel Milano con cui giunge alla finale scudetto del 1997 con la BNL Calcetto, dopo due anni in Lombardia si è trasferito nel Prato Calcio a 5 dove è rimasto fino all termine della stagione 2003-2004 e dove ha vinto due titoli nazionali, due Coppe Italia e due Supercoppe, oltre a laurearsi capocannoniere nella stagione 1998-1999.
Dopo la parabola in casa laniera, Bearzi approda in Spagna al DKV Seguros Zaragoza dove rimane per una stagione, per poi ritornare in Italia, nell'Arzignano Grifo Calcio a 5 dove torna a vincere il campionato al termine della stagione 2005-2006. Nella stagione 2009-2010 arriva a Verona per disputare il campionato di serie A2 e ci resta fino alla stagione successiva quando poi approda in Serie B nel New Team Calcio a 5 squadra con la quale vince i playoff e viene promosso in serie A2. Nella stagione 2012-2013 gioca nella serie D toscana, precisamente nell'Arpi Nova Prato ma a dicembre si trasferisce all'Isolotto, squadra fiorentina militante in serie C1 con cui vince la Coppa Toscana e il Campionato con relativa promozione in Serie B.

### Nazionale
Bearzi ha giocato 63 partite e realizzato 24 reti con la nazionale italiana, di cui la prima il 21 giugno 1994 nella vittoria per 6-1 contro la Rep. Ceca.

## Palmarès

### Club
- Campionato italiano: 3

Prato: 2001-2002, 2002-2003
Arzignano: 2005-06
- Coppa Italia: 3

Prato: 2001-2002, 2002-2003
Arzignano Grifo: 2008-09
- Supercoppa italiana: 3

Prato: 2002 2003
Arzignano: 2006

### Individuale
- Capocannoniere della Serie A: 1

Torrino: 1998-99